# NPD Group
Die NPD Group (früher: National Purchase Diary) ist ein seit 1967 bestehendes amerikanisches Marktforschungsinstitut mit Hauptsitz in Port Washington (New York). Am 7. März 2023 wurde bekannt, dass die NPD Group nach dem Zusammenschluss mit IRI (Information Resources, Inc.) unter dem neuen Namen Circana auftreten wird.

## Organisation
Neben dem Hauptsitz existieren dreizehn Zweigstellen in amerikanischen Großstädten, fünf Niederlassungen in Europa, sechs im asiatischen Raum und eine weitere in Australien (Sydney). Generaldirektor ist Tod Johnson (2009). Es werden Daten zu Verkaufszahlen erhoben, Artikel über Produkteinschätzungen, Trends und wirtschaftliche Potentiale von Konsumenten und Produktentwicklern erfasst und publiziert. Dies erstreckt sich über mehrere Themenfelder.

## Forschungsbereiche
Unter Press Releases by Industry verlinkt die NPD Group selbst die folgenden Bereiche:
- Fahrzeuge, Beauty, Mode, Spielzeug
- handelsübliche und verbrauchsrelevante Technologie
- Unterhaltungsgeräte, Software, Essen und Trinken
- Gastronomie, Haus und Heim

Die Veröffentlichungen unter diesen Themen-Links sind dann chronologisch, mit dem neuesten Datum als letzte Meldung, angeordnet.